# 中国人民解放軍西部戦区
中国人民解放軍西部戦区（ちゅうごくじんみんかいほうぐんせいぶせんく、西部战区、Xībù zhànqū、英語: Western Theater Command）は、中華人民共和国五大戦区の一つである。成都軍区と蘭州軍区を統合し誕生。

## 概要
2016年2月1日、北京で開催された、中国人民解放軍戦区成立大会において、習近平党総書記（党中央軍事委員会主席兼務）が新しく発足した東部、西部、南部、北部、中部の五つの戦区の司令官と政治委員に軍旗を授与し、「各戦区には平和を維持し、戦争に勝つ使命がある」と訓示した。
西部戦区の任務は中央アジアにおけるイスラム過激派のテロ活動とインドや南アジア方面の軍事衝突に備えることとなっている。

## 管轄区域
新疆ウイグル自治区、チベット自治区、青海省、甘粛省、寧夏回族自治区、雲南省、四川省、重慶市

## 配属部隊
- 西部戦区陸軍（中国語版）
- 西部戦区空軍（中国語版）